# Negotino
Negotino (makedonsko Неготино ) je mesto in središče istoimenske občine v osrednji Severni Makedoniji.

## Zemljepis
Negotino leži v sredi Tikveške kotline v osrednji Makedoniji. Je eno izmed dveh večjih mest vinorodne pokrajine Tikvešije, drugo so Kavadarci, ki ležijo 10 km jugozahodno. 
Mimo Negotina potekajo avtocesta A1, regionalna cesta 1102 in železniška proga Veles–Gevgelija z dnevnima potniškima povezavama do Skopja in Gevgelije.

## Zgodovina
Ime Negotino je slovanizirano ime antične naselbine Antigoneje, ki je v 3. stoletju pred našim štetjem ustanovil vladar Antigon II. Gonata po osvojitvi Peonije. Današnje mesto Negotino je nastalo v poznem srednjem veku kot obrtniško naselje.

## Prebivalstvo
Ob popisu leta 2021 je imelo naselje Negotino 12 488 prebivalcev, občina skupaj z okoliškimi naselji pa 18 194:
|         | Skupno | Makedonci       | Turki        | Romi         | Srbi         | Albanci     | Ostalo, neznano |
| ------- | ------ | --------------- | ------------ | ------------ | ------------ | ----------- | --------------- |
| Naselje | 12488  | 11476 (91,90 %) | 77 (0,62 %)  | 75 (0,60 %)  | 74 (0,59 %)  | 6 (0,05 %)  | 780 (6,25 %)    |
| Občina  | 18194  | 15698 (86,28 %) | 349 (1,92 %) | 493 (2,71 %) | 344 (1,89 %) | 42 (0,23 %) | 1268 (6,97 %)   |